# Сложное предложение
Сложное предложение — предложение, имеющее две или более грамматических основ. Выделяют 4 вида сложных предложений: сложносочинённое предложение, сложноподчинённое предложение, сложное предложение с разными видами связи и бессоюзное сложное предложение.

## Концепции сущности сложного предложения
В лингвистике были выдвинуты две основные концепции сущности сложного предложения.
Согласно первой из них (восходящей к трудам А. М. Пешковского и А. А. Шахматова) сложное предложение понимается как соединение, сочетание, сцепление предложений, каждое из которых сохраняет свою смысловую и структурную самостоятельность. Считая, что простое предложение, входящее в состав сложного, не утрачивает своих существенных признаков, сторонники данной точки зрения приходят, в частности, к отрицанию существования сложносочинённого предложения как синтаксической единицы.
Согласно второй концепции сущности сложного предложения (обоснованной в трудах В. А. Богородицкого, H. С. Поспелова, В. В. Виноградова) его компоненты, составляя единую синтаксическую единицу, теряют свою самостоятельность. Эта точка зрения получила наибольшее распространение. Однако перед её сторонниками встаёт вопрос о том, в чём состоит отличие сложного предложения от простого. По этому вопросу между лингвистами наметились определённые разногласия.
Ряд авторов полагает, что сложное предложение представляет собой объединение предикативных единиц на основе синтаксической связи, построенное по той или иной структурной схеме и предназначенное для функционирования в качестве единого коммуникативного целого. Компоненты сложного предложения при этом обладают формальной и смысловой организацией, свойственной простым предложениям, но лишены коммуникативной самостоятельности. Иную позицию занимает по данному вопросу другие авторы, считая, что для того, чтобы создать сложное предложение, его компоненты не просто должны быть лишены коммуникативной самостоятельности, но должны отличаться от соответствующих простых независимых предложений по структуре и по функции.
Третьи полагают, что простые предложения становятся компонентами сложного предложения, претерпевая определённые изменения под влиянием синтаксической связи, однако компоненты сложного предложения характеризуются различной степенью подобия простым предложениям. Одни могут отличаться и по структуре, и по функциям, другие может отличать только отсутствие коммуникативной самостоятельности.

## Виды сложных предложений
Сложные предложения бывают четырёх видов, которые различают по типам связи между простыми предложениями в составе сложных.

### Сложносочинённое предложение
Характеризуется наличием сочинительной связи между простыми предложениями. Простые предложения соединяются сочинительными союзами.

### Сложноподчинённое предложение
Характеризуется подчинительной связью между простыми предложениями. Состоит из главного и одного или нескольких придаточных предложений. Простые предложения соединяются подчинительными союзами или союзными словами, перед которыми ставится запятая.

### Бессоюзное сложное предложение
В бессоюзном сложном предложении отсутствуют какие-либо союзы и союзные слова, хотя во многих случаях можно подставить союз на месте разделения простых предложений. Связь между предложениями только смысловая.

### Сложное предложение с разными видами связи
Сложные синтаксические конструкции (сложные предложения смешанного типа).
В сложных синтаксических конструкциях представлены сочетания:
- сочинительной и подчинительной связи,
- сочинительной и бессоюзной,
- подчинительной и бессоюзной,
- сочинительной, подчинительной и бессоюзной.

В таких усложнённых предложениях смешанного типа иногда выделяют кроме частей сложные блоки, объединяющие несколько более тесно связанных между собой частей. Граница между такими блоками проходит в месте сочинительной или бессоюзной связи.

В сущности, довольно часто 1/, когда на протяжении многих явно побочных страниц объясняется 2/, что 3/ и как нам следует думать по тому или иному поводу 4/ или что, к примеру, думает сам Толстой о войне, мире и сельском хозяйстве 5/, чары его слабеют 1/, и начинает казаться 6/, что прелестные новые знакомые, ставшие уже частицей нашей жизни, вдруг отняты у нас 7/, дверь заперта и не откроется до тех пор 8/, пока величавый автор не завершит утомительного периода и не изложит нам свою точку зрения на брак, на Наполеона, на сельское хозяйство или не растолкует своих этических и религиозных воззрений 9/ (В. Набоков).

Здесь сложное предложение с союзной и бессоюзной связью состоит из двух блоков, соединённых сочинительным союзом «и».
Первый блок состоит из 5 частей и представляет собой по форме СПП с последовательным и однородным подчинением.
Второй блок состоит из 4 частей и представляет собой СПП с однородным и последовательным подчинением.